# 纳瓦普尔
纳瓦普尔（Nawapur），是印度马哈拉施特拉邦Nandurbar县的一个城镇。总人口29887（2001年）。

## 人口
该地2001年总人口29887人，其中男性15384人，女性14503人；0—6岁人口4218人，其中男2189人，女2029人；识字率67.20%，其中男性为72.48%，女性为61.60%。